# 1398

## أحداث
- تأسيس مدينة تسخينفالي وتقع حاليا في جورجيا.
- الأمير العظيم ويآن (يي بانغ سوك) ولي عهد مملكة جوسون (كوريا), تم قتله في انقلاب على يد أخيه غير الشقيق يي بانغ وون.
  - تايجو ملك جوسون يتنازل عن العرش مشمَئِزاً من صراع أبنائه على السلطة. الابن الأكبر للملك تايجو، جونغجونغ توج ملكاً.
- احتلال القائد المغولي تيمولنك لمدينة دلهي الهندية, وإعدامه لثمانين ألفا من سكانها.
- انتهاء حقبة الحروب الصليبية.
- وصول بدر الدين العيني لمنصب ولاية الحسبة في القاهرة لأول مرة خلفا للمقريزي.
- إنشاء مصطبة البصيري, وهي من الاثار الهامة في القدس.
- أخضع السلطان العثماني أبا يزيد الأول صمصون، وسواحل البحر الأسود، وقضى على المبتدع القاضي برهان الدين.

## مواليد
- الماركيز سانتيانا
- يوهان غوتنبرغ
- إبراهيم بن عمر بن إبراهيم السوبيني.

## وفيات
- ابن عطاء الله الإسكندري
- وفاة مؤسس إمبراطورية مينغ تشو يوان تشانغ.
- الشيخ ابن القاصح.
- ابن فرشتا (ابن الملك) عبد اللطيف بن عبد العزيز بن أمين الدين الكرماني الفقيه الحنفي.
- القاضي شهاب الدين عبد الوهاب بن عبد الرحيم بن الحباب.
- الإمام عبد الرحمن المكودي, وهو أحد شراح ألفية ابن مالك.